# Jason Ciok
Jason Ciok est un acteur canadien né le 16 février 1982 à Vancouver.

## Filmographie
- 2007 : Rip Off Church
- 2008 : Pit Fighters
- 2008 : Born to Fight
- 2008 : Boot
- 2008 : L'Échange de Clint Eastwood : Joshua Bell
- 2009 : Frost/Nixon de Ron Howard : Brian
- 2009 : Spicy Mac Project
- 2010 : Anges et Démons de Ron Howard : Matthew
- 2010 : A Good Old Fashioned Orgy